# ونوس براسمپوی
ونوس براسمپوی (فرانسوی: la Dame de Brassempouy، [la dam də bʁasɛ̃pwi]، به‌معنای «بانوی براسمپوی»، یا Dame à la Capuche، «بانوی کلاه‌دار») یک پیکرهٔ عاجی از پارینه‌سنگی زبرین است که به‌نظر می‌رسد در زمانی نامشخص از یک تندیس بزرگ‌تر شکسته شده باشد. این اثر در سال ۱۸۹۴ در غاری در براسمپوی، فرانسه کشف شد. این تندیس که حدود ۲۵٬۰۰۰ سال قدمت دارد، یکی از نخستین نمایش‌های واقع‌گرایانهٔ چهرهٔ انسان به‌شمار می‌رود.

## کشف
براسمپوی روستایی کوچک در دپارتمان‌های فرانسه در لاند واقع در جنوب‌غربی فرانسه است. دو غار نزدیک این روستا که ۱۰۰ متر از یکدیگر فاصله دارند، از نخستین مکان‌های پارینه‌سنگی بودند که در فرانسه کاوش شدند. این غارها با نام‌های Galerie des Hyènes («نگارخانهٔ کفتارها») و Grotte du Pape («غار پاپ») شناخته می‌شوند. ونوس براسمپوی در سال ۱۸۹۴ در غار پاپ کشف شد و همراه با دست‌کم هشت تندیس انسان دیگر یافت شد. به‌نظر می‌رسد این مجسمه‌ها نمونه‌هایی از کارهای ناتمام باشند، گویی هنرمند یا هنرمندان هم‌زمان چندین پیکره را تراشیده‌اند.

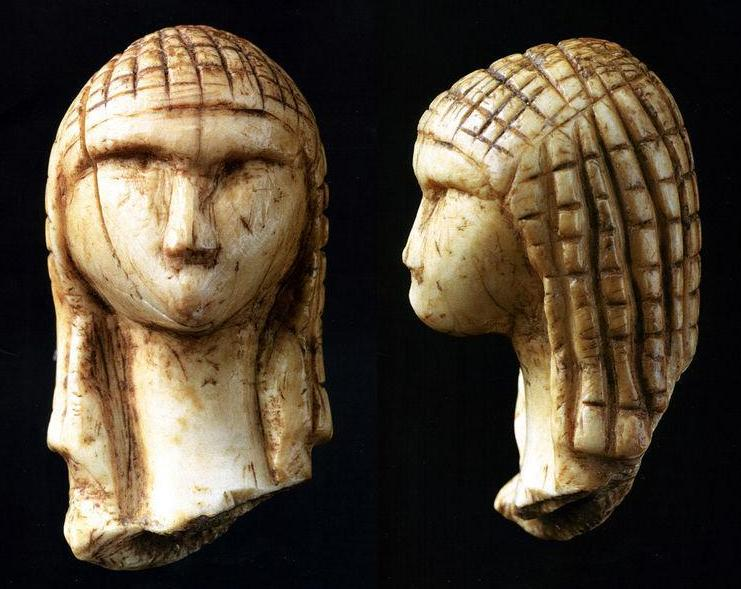
نمای جلو و کناری ونوس براسمپوی

نخستین کاوش در غار پاپ در سال ۱۸۸۱ توسط پی.ای. دوبالن انجام شد و پس از آن ژ. دو لاپورتری و ادوارد پیت (۱۸۲۷–۱۹۰۶) از سال ۱۸۹۴ به کاوش ادامه دادند. از آنجا که روش‌های کاوش باستان‌شناسی در آن زمان تازه در حال توسعه بودند، کاوشگران به چینه‌شناسی مکان چندان توجهی نکردند. در سال ۱۸۹۲، این مکان توسط گروهی از اعضای انجمن فرانسوی برای پیشرفت علم (Association française pour l’avancement de la science) غارت و به‌شدت تخریب شد، تا جایی که بازسازی دقیق آن تقریباً غیرممکن گردید. با این حال، پیت لایه‌هایی را شناسایی کرد که به اواخر و میانهٔ دورهٔ سولوترین نسبت داده شدند. او پایین‌ترین لایه‌های دست‌یافته را عاجی («رنگ‌پریده یا سفید مانند عاج») نامید، چرا که این بخش‌ها سرشار از آثار ساخته‌شده از عاج بودند. بررسی‌های مدرن در این مکان زیر نظر آنری دلپورت در سال‌های ۱۹۸۱ تا ۲۰۰۰ انجام شد.
در سال ۱۸۹۴، یکی از این لایه‌ها که امروزه به عنوان گراوتیان شناخته می‌شود، چندین قطعهٔ پیکره از جمله «بانوی کلاه‌دار» را دربرداشت. پیت این تندیس‌ها را مشابه نمایش‌های حیوانی دورهٔ مگدالنین دانست و یک گاه‌شناسی فرضی ارائه کرد که بعدها توسط آبه بریل رد شد.

## توصیف

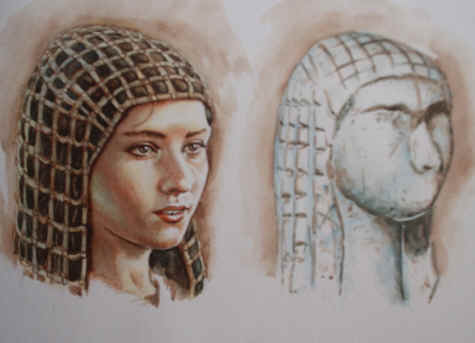
بازسازی بانوی براسمپوی توسط لیبور بالاک، از آکادمی علوم چک، مؤسسه باستان‌شناسی در برنو، مرکز تحقیقات پارینه‌سنگی و دیرین‌قوم‌شناسی. هرچند ممکن است این بازسازی نادرست باشد، زیرا انسان‌های اروپایی ۲۳٬۰۰۰ تا ۲۹٬۰۰۰ سال پیش پوستی تیره‌تر داشته‌اند.

ونوس براسمپوی از ماموت عاج تراشیده شده است. به گفته باستان‌شناس پل بان، این سر «بدون مشخصه جنسی است، اگرچه معمولاً آن را 'ونوس' یا 'بانو' می‌نامند». این سر ۳٫۶۵ سانتی‌متر ارتفاع، ۲٫۲ سانتی‌متر عمق و ۱٫۹ سانتی‌متر عرض دارد. در حالی که پیشانی، بینی و ابروها به‌صورت برجسته تراشیده شده‌اند، دهان در آن دیده نمی‌شود. یک ترک عمودی در سمت راست صورت، نتیجه ساختار داخلی عاج است. بر روی سر الگویی شطرنجی با دو سری برش کم‌عمق متقاطع ایجاد شده است که به‌عنوان یک کلاه‌گیس، کلاهی با تزیینات هندسی یا صرفاً نمایشی از موی بافته‌شده در سبک کورنروز تفسیر شده است.
رندال وایت در Journal of Archaeological Method and Theory (دسامبر ۲۰۰۶) مشاهده کرده است که «این پیکره‌ها در بستری فکری و اجتماعی-سیاسی استعماری ظاهر شدند که تقریباً به مسائل نژادی وسواس داشت». اگرچه سبک نمایش اساساً واقع‌گرایانه است، اما نسبت‌های سر دقیقاً با هیچ‌یک از جمعیت‌های انسانی گذشته یا حال حاضر مطابقت ندارد. وایت ادعا کرده است که از اواسط قرن بیستم، نگرانی‌های تفسیری از نژاد به زن‌بودگی و باروری تغییر یافته است.

## تاریخ‌گذاری
با این‌که این سر آن‌قدر زود کشف شد که امکان بررسی دقیق زمینه آن وجود نداشت، پژوهشگران توافق دارند که ونوس براسمپوی متعلق به یک فرهنگ مادی در دوران پارینه‌سنگی زبرین، یعنی گراوتیان (۲۹٬۰۰۰–۲۲٬۰۰۰ پیش از امروز) است. به‌طور دقیق‌تر، این پیکره به دوره گراوتیان میانه، با نوایلز بورین در حدود ۲۶٬۰۰۰ تا ۲۴٬۰۰۰ پیش از امروز، تاریخ‌گذاری شده است. این پیکره تقریباً هم‌عصر با دیگر پیکرک‌های ونوس در دوران پارینه‌سنگی، مانند ونوس لسپوگ، ونوس دولنی ویستونیتسه، ونوس ویلندورف و غیره است. با این حال، آنچه این پیکره را متمایز می‌سازد، واقع‌گرایی در نمایش آن است.
دیگر نمایش‌های چهره‌های زنانه در همین دوره شامل چهره زنانه از دولنی ویستونیتسه (حدود ۲۶٬۰۰۰ پیش از امروز) و ونوس‌های دارای چهره از فرهنگ مال‌تا (سیبری، ۲۴٬۰۰۰ پیش از امروز) هستند.